# Mistrzostwa Europy w Biegach Przełajowych 2002
9 Mistrzostwa Europy w Biegach Przełajowych – mistrzostwa Europy w biegach przełajowych, które odbyły się w niedzielę 8 grudnia 2002 roku w miejscowości Medulin w zachodniej Chorwacji. Chorwacja była gospodarzem tej imprezy po raz pierwszy i jak dotychczas jedyny w historii.
W ramach tych zawodów rozegrano 4 biegi – seniorów (na trasie o długości 9830 m), juniorów (6170 m), seniorek (6170 m) i juniorek (3730 m). Ponadto w każdej z tych konkurencji przyznano także medale w rywalizacji drużynowej (klasyfikację drużynową, na podstawie której przyznawano te medale, ustalano poprzez zsumowanie miejsc zajętych przez 4 najlepszych zawodników lub 4 najlepsze zawodniczki w danej konkurencji, przy czym jeden kraj mogło reprezentować maksymalnie 6 osób).
Za organizację zawodów odpowiadały: Hrvatski atletski savez, miasto Medulin oraz European Athletics. Głównymi sponsorami zawodów były firmy: Spar, Seiko, Krombacher, Energizer, Epson, Russell Europe oraz Gedas, a także Europejska Unia Nadawców, miasto Medulin i kilku innych sponsorów z Chorwacji.

## Rezultaty

### Mężczyźni
| Konkurencja:         | 1. miejsce                                                                                  | Rezultat | 2. miejsce                                                                           | Rezultat | 3. miejsce                                                                   | Rezultat |
| Seniorzy             | Serhij Łebid                                                                                | 28:58    | Mustapha Essaid                                                                      | 29:03    | Fabián Roncero                                                               | 29:03    |
| Juniorzy             | Jewgienij Rybakow                                                                           | 18:16    | Anatolij Rybakow                                                                     | 18:17    | Halil Akkaş                                                                  | 18:23    |
| Seniorzy – drużynowo | Hiszpania · Fabián Roncero · Juan Carlos de la Ossa · Enrique Molina · José Manuel Martínez | 31 pkt.  | Francja · Mustapha Essaïd · Loïc Letellier · Mickaël Thomas · El Hassan Lahssini     | 43 pkt.  | Portugalia · Eduardo Henriques · Hélder Ornelas · Paulo Guerra · José Ramos  | 57 pkt.  |
| Juniorzy – drużynowo | Rosja · Jewgienij Rybakow · Anatolij Rybakow · Władimir Ponomariow · Akmal Ishov            | 37 pkt.  | Francja · Abdelkader Mahmoudi · Ian De-Bondt · Mounir Yemmouni · Abdelaali Elbadaoui | 57 pkt.  | Włochy · Stefano Scaini · Stefano Cugusi · Dereje Rabattoni · Francesco Bona | 92 pkt.  |

### Kobiety
| Konkurencja:         | 1. miejsce                                                                         | Rezultat | 2. miejsce                                                                     | Rezultat | 3. miejsce                                                                        | Rezultat |
| Seniorki             | Helena Javornik                                                                    | 20:16    | Galina Bogomołowa                                                              | 20:18    | Elvan Abeylegesse                                                                 | 20:19    |
| Juniorki             | Charlotte Dale                                                                     | 12:26    | Elina Lindgren                                                                 | 12:27    | Galina Jegorowa                                                                   | 12:28    |
| Seniorki – drużynowo | Rosja · Galina Bogomołowa · Anastasiya Zubova · Lilija Wołkowa · Olga Romanova     | 48 pkt.  | Portugalia · Inês Monteiro · Analídia Torre · Analía Rosa · Jéssica Augusto    | 54 pkt.  | Wielka Brytania · Hayley Tullett · Hayley Yelling · Liz Yelling · Sharon Morris   | 80 pkt.  |
| Juniorki – drużynowo | Wielka Brytania · Charlotte Dale · Freya Murray · Danielle Barnes · Rachael Nathan | 27 pkt.  | Rosja · Galina Jegorowa · Tatiana Pietrowa · Marina Ivanova · Galina Ignatyeva | 35 pkt.  | Belgia · Kirsten Braem · Marieken Verhaeghe · Miek Vyncke · Liesbeth Van de Velde | 105 pkt. |

## Klasyfikacja medalowa
| Miejsce | Kraj            | Złoto | Srebro | Brąz | Razem |
| 1       | Rosja           | 3     | 3      | 1    | 7     |
| 2       | Wielka Brytania | 2     | 0      | 1    | 3     |
| 3       | Hiszpania       | 1     | 0      | 1    | 2     |
| 4       | Słowenia        | 1     | 0      | 0    | 1     |
| 4       | Ukraina         | 1     | 0      | 0    | 1     |
| 6       | Francja         | 0     | 3      | 0    | 3     |
| 7       | Portugalia      | 0     | 1      | 1    | 2     |
| 8       | Szwecja         | 0     | 1      | 0    | 1     |
| 9       | Turcja          | 0     | 0      | 2    | 2     |
| 10      | Belgia          | 0     | 0      | 1    | 1     |
| 10      | Włochy          | 0     | 0      | 1    | 1     |